# Подвижной состав Киевского метрополитена
Подвижной состав Ки́евского метрополите́на (укр. Рухомий склад Київського метрополітену) по состоянию на 2018 год насчитывал 821 вагон, не считая служебных. Подавляющим большинством (выше 90 %) из числа пассажирских являются вагоны на реостатно-контакторной системе управления тяговыми электродвигателями, но также имеется и с асинхронным тяговым приводом — капитально-восстановительный ремонт (КВР) вагонов Е, Ема-502/Ем-501 и Еж/Еж1 в виде Е-КМ. Помимо него эксплуатируется схожая, модернизированная силами электродепо ТЧ-1 «Дарница» глубокая переделка внешнего вида вагонов 81-717/714. Е, Еж/Еж1, Ема-502/Ем-501 и 81-717/714 (с модификациями) в разные периоды советского времени поставлялись Мытищинским машиностроительным заводом и Ленинградским вагоностроительным заводом имени И. Е. Егорова (после распада СССР — в 2000-е годы, до выхода закона о декоммунизации вследствие начала российско-украинской войны, — заводами Метровагонмаш, ЗАО «Вагонмаш» и Октябрьским электровагоноремонтным заводом (из Мытищ и Санкт-Петербурга)). Также имеется подвижной состав собственного производства в виде вагонов 81-7021/7022 Крюковского вагоностроительного завода, расположенного в г. Кременчуг.

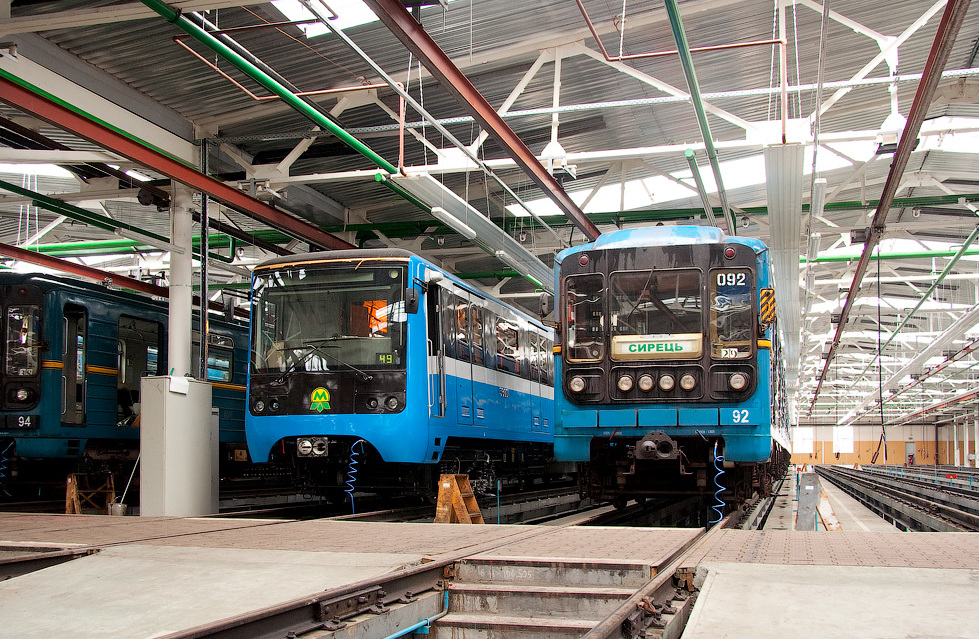
Электропоезда 81-7021/7022 и 81-717/714 в ТЧ-3 «Харьковское». Из них 81-717/714 с неофициальным названием «Номерной» является самой массовой в мире серией вагонов из когда-либо, где-либо и сколько-либо производившихся — 7500 единиц со всеми модификациями, общее количество которых составляет более 24

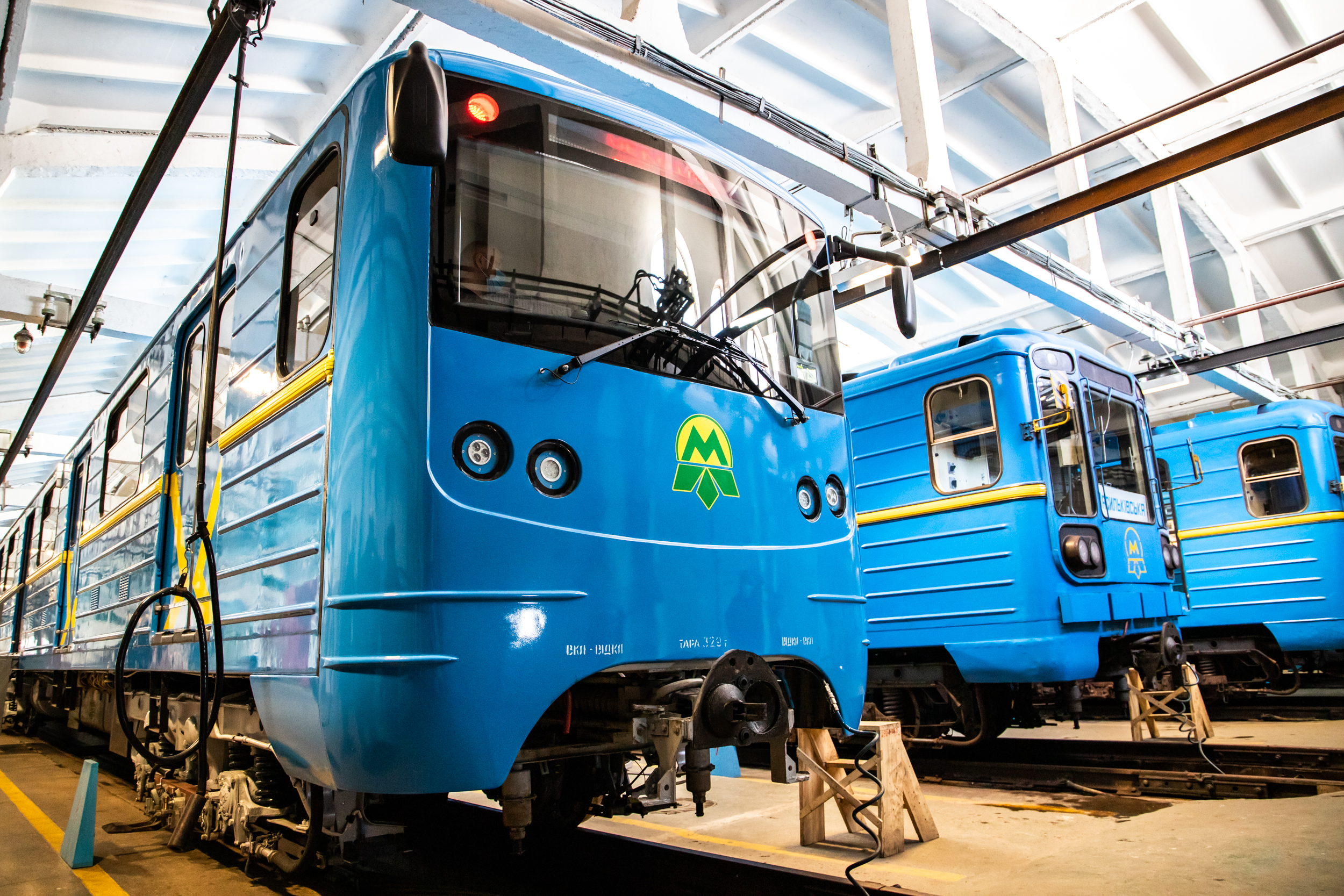
Модернизированный состав из вагонов 81-717/714 с обновлённым дизайном лобовой части (т. н. «маски»)

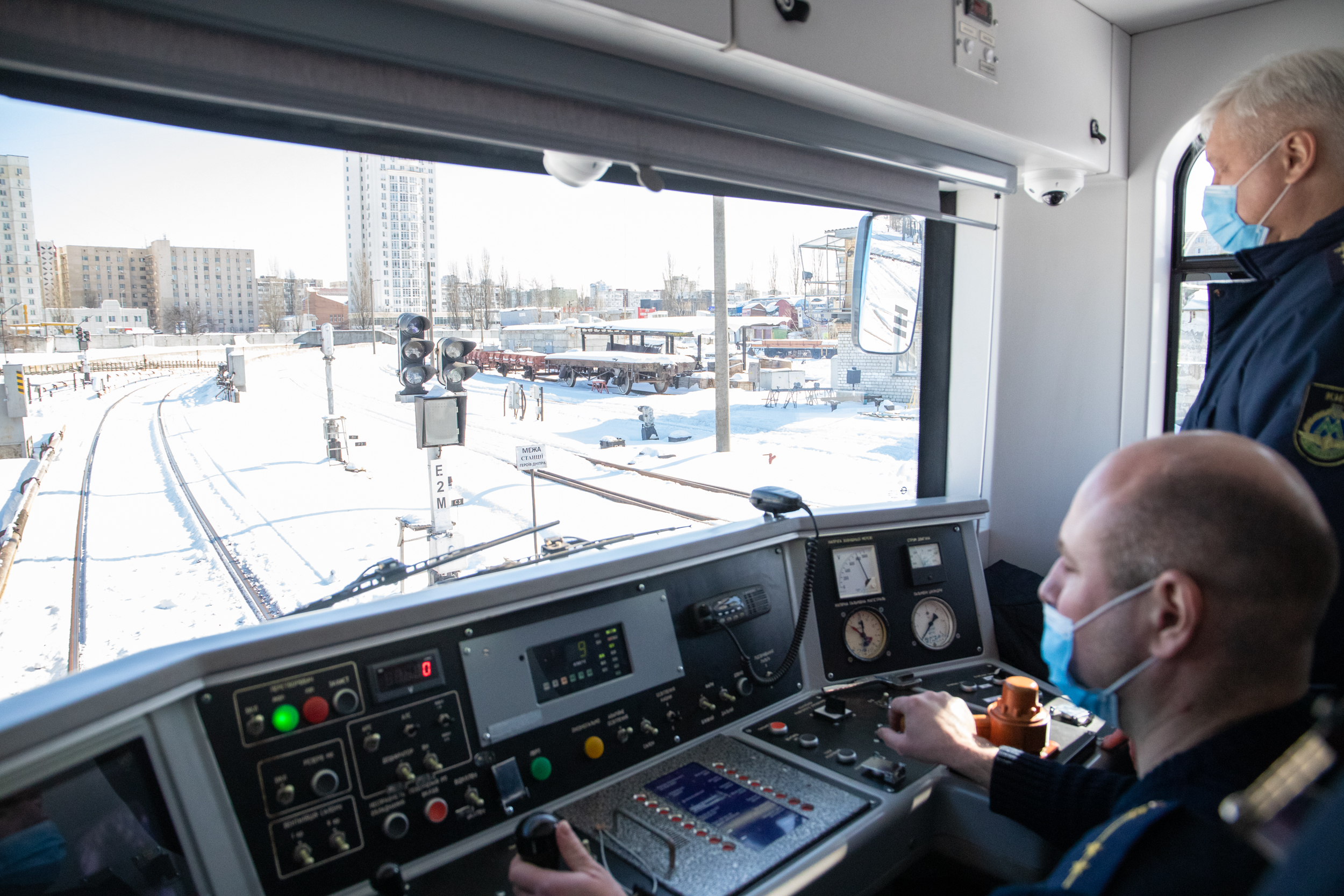
Кабина машиниста, вид на новый пульт управления

В Киевском метрополитене — первым, открытым в УССР 6 ноября 1960 года, как и в остальных городах стран постсоветского пространства (включая Алма-Ату с поездами «Hyundai Rotem»), применяется русская колея — 1520 мм. Для питания электропоездов энергией применяется расположенный сбоку от путей третий (контактный) рельс, подача напряжения осуществляется с нижней стороны рельса, принимаемый башмаком токоприёмника. Контактный рельс находится в пассажирской видимости (слева относительно движения поезда) на станциях с береговыми платформами «Днепр» и «Вырлица».

## Линии эксплуатации
| Линия | Подвижной состав                                     | Количество вагонов в составе |
| --- | ---------------------------------------------------- | ---------------------------- |
| Святошинско-Броварская, Красная линия (укр. Святошиньско-Броварьска лiнiя, Червона лiнiя метро)                                                                            | 81-502/501, 81-717/714 с модификациями, 81-7080/7081 | 5                            |
| Оболонско-Теремковская, Синяя линия (ранее — Куренёвско-Красноармейская линия) (укр. Оболoнсько-Теремкiвська лiнiя, Куренiвсько-Червоноармiйська, лiнiя, Синя лiнiя метро) | 81-717/714 с модификациями                           | 5                            |
| Сырецко-Печерская, Зелёная линия (укр. Сирецько-Печерьска лiнiя, Зелёна лiнiя метро)                                                                                       | 81-717/714 с модификациями, 81-7021/7022             | 5                            |

Также в перспективе:
| Линия                                                     | Подвижной состав | Количество вагонов в составе |
| --------------------------------------------------------- | ---------------- | ---------------------------- |
| Подольско-Вигуровская (укр. Подiльська-Вигурiвська лiнiя) | неизвестно       | неизвестно                   |
| Левобережная (укр. Левобережна лiнiя)                     | неизвестно       | неизвестно                   |
| Вышгородско-Дарницкая                                     | неизвестно       | неизвестно                   |

## Пассажирский подвижной состав

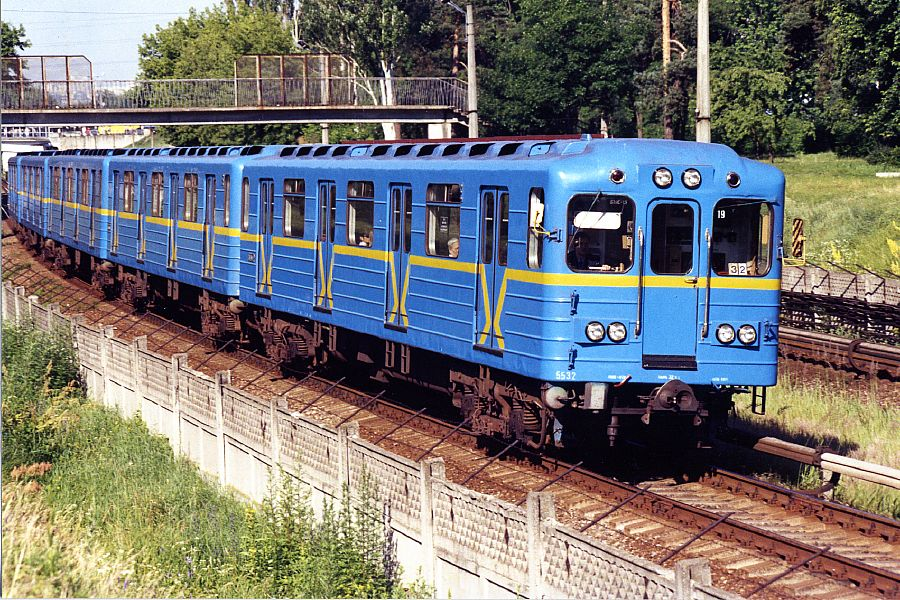
Электропоезд из вагонов типов Еж-Е-Еж1-Е-Еж до модернизации в Е-КМ. С начала 1970-х и вплоть до 2015 года все вагоны типа Е использовались только как промежуточными

С момента открытия Киевского метрополитена тогда единственная его линия обслуживалась вагонами типа Д. Парк вагонов составлял 24 единицы, с 1963 года — 39 единиц. В 1969 году все 39 вагонов типа Д были переданы на Ленинградский метрополитен, взамен в 1965 году получено 39 вагонов типа Е. Единственное метро в бывшем Советском Союзе, отличившееся поступлением в начале 1970-х вагонов типов Ема-502/Ем-501 и Еж/Еж1, все вагоны типа Е перестали обслуживаться как головные и стали промежуточными для головных вагонов Ема-502 и Еж, но также были и промежуточные вагоны типа Ем-501 и Еж1. Таким образом формировался состав из моделей Еж—Е—Еж1—Е—Еж или Ема-502—Е—Ем-501—Е—Ема-502. Отдельные составы из вагонов типа Е (как и головные так и промежуточные) использовались в Москве, Ленинграде, Тбилиси и Баку вплоть до 2006 года. В 1978 поступали составы модели 81-717/714 и эксплуатируются на Оболонско-Теремковской линий. В 2005 году был заключён контракт на поставку следующих вагонов — составы модели 81-7021/7022 производства КВСЗ и составы модели 81-540.2К/541.2К производства ЛВЗ. С 2013 по 2017, составы из вагонов типа Е, Еж и Ема-502 проходили модернизацию на КВСЗ, в ходе которой был изменён интерьер и экстерьер вагонов, и были вставлены новые двигатели. Составы получили обозначение Е-КМ (аббревиатура от Е-Крюковский модернизированный) с заводским обозначением 81-7080/7081.

### Лифт для вагонов
До открытия электродепо «Дарница» 5 ноября 1965 года Киевский метрополитен не имел соединительной ветки с железной дорогой (гейта). Проект постройки для этих целей соединительного тоннеля со станцией Киев-Пассажирский выходил достаточно дорогим и было найдено довольно интересное и оригинальное временное решение.
Вагоны поступали в Киев по железной дороге на станцию Дарница. Затем через соединительную ветку их перемещали на трамвайную линию, по которой они следовали через Днепр по мосту Патона, а затем по набережной к станции «Днепр».
Под эстакадой станции «Днепр» был смонтирован поворотный круг, рассчитанный на 1 вагон. Заехав на этот круг, вагон поворачивался на 90° и, оказавшись точно под станцией, поднимался вверх специальным подъёмником. Попав на станцию, вагон отгонялся в тоннель, и за ним поднимали следующий. Аналогично осуществлялся спуск вагонов в депо для проведения технического осмотра и ремонта. Депо располагалось в небольшом здании около станции «Днепр» (слева от наземного вестибюля) и было рассчитано на два вагона.

### Обновления
В течение 2014—2017 годов на Святошинско-Броварская модернизацию прошли 135 вагонов на Крюковском вагоностроительном заводе (КВСЗ) за счёт средств, полученных в рамках Киотского протокола от Японии. Вагоны получили название Е-КМ и оснащены современным тяговым электроприводом фирмы Toshiba с асинхронными двигателями.
Коммунальное предприятие (КП) «Киевский метрополитен» планировало заменить вагоны российского производства. Международная ассоциация общественного транспорта, членом которой стало предприятие, обещала помощь, однако киевляне отнеслись к этому скептически, что впоследствии оказалось оправдано: Киевскому метрополитену передают вагоны 81-717/714 из Варшавы в количестве 60 единиц. В общей сложности на линиях Киевского метрополитена по состоянию на апрель 2023 года эксплуатируется 827 вагон, 732 из них в разные годы были изготовлены на российских заводах.

### Модернизированные вагоны 81-717/714

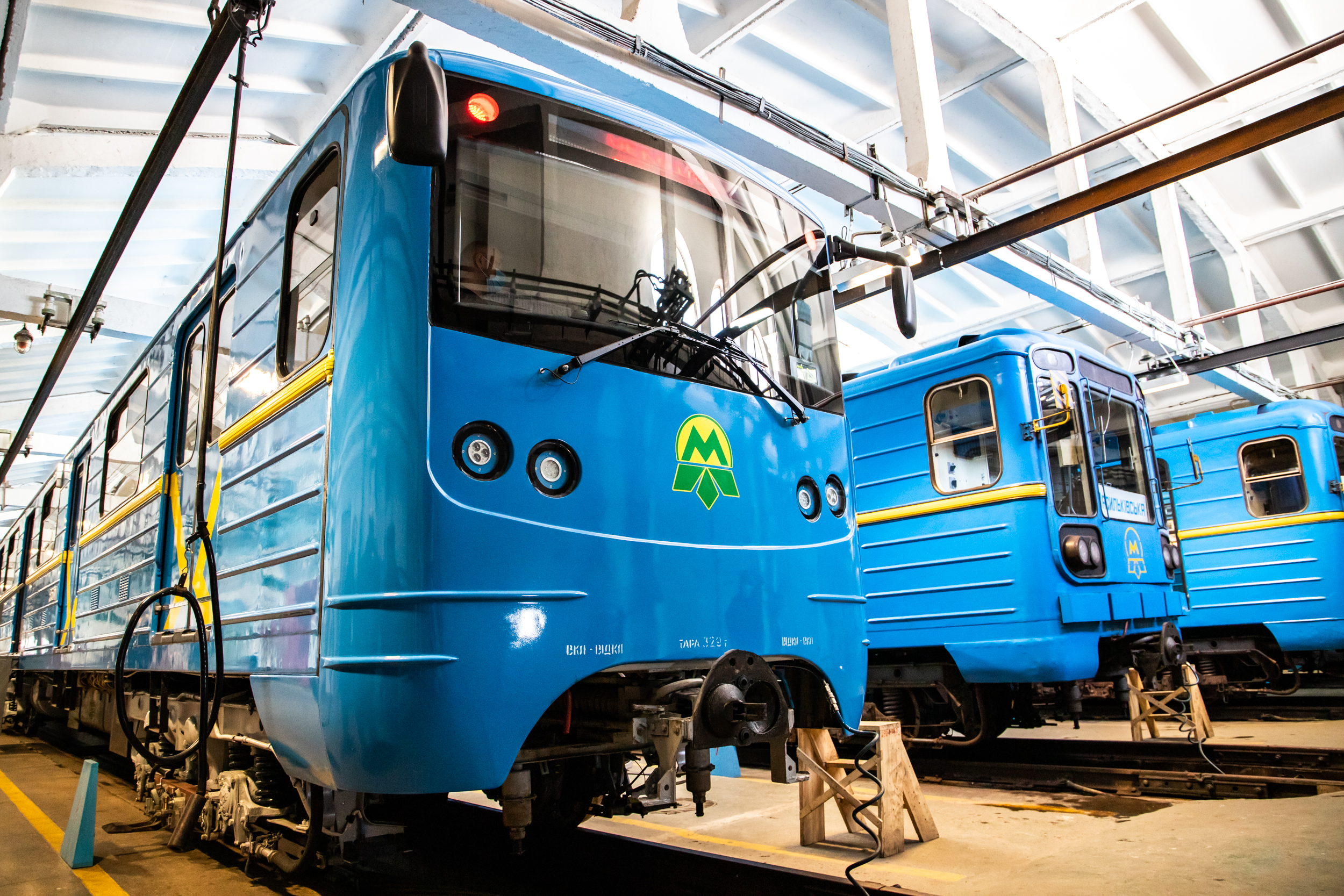
Модернизированный состав из вагонов 81-717/714 с обновлённым дизайном лобовой части (т. н. «маски»)

В конце 2019 и 2020 годах в Киевском метрополитене вагоноремонтный завод при депо ТЧ-1 «Дарница», осуществляющий капитально-восстановительный ремонт вагонов 81-717/714, провёл уникальную модернизацию одного из пятивагонных поездов с вагонами 8600—7715—7714—9546—8601, выпущенных с 1981 по 1984 год, с продлением срока их службы на 22 года. Стоимость модернизации поезда из 5 вагонов составила 35 млн грн.
В процессе модернизации на головных вагонах была установлена новая маска как вагонов Е-КМ и 81-710.1, проведено полное переоснащение кабины машиниста с заменой пульта управления и пассажирского салона, обновлено электрооборудование. , однако как и в случае с вагонами 81-710.1, была сохранена реостатно-контакторная система управления и коллекторные электродвигатели. Поезд получил голубую окраску, при этом, в отличие от вагонов Е-КМ, лобовая часть под кабиной машиниста была окрашена в голубой, а не чёрный цвет.
В кабине машиниста установлен новый пульт управления, схожий с пультами вагонов 81-7021/7022 и Е-КМ производства КВСЗ, но имеющий собственную компоновку приборных панелей, а также новое кресло машиниста, кондиционер и лобовое стекло с электроподогревом. Пассажирские салоны и кабина получили отделку стен и потолка из белого пластика. В салоне были установлены антивандальные пластиковые сиденья со спинками и сидушками серого цвета, новое дверное оборудование, окна, потолочные светодиодные лампы в виде центральной световой линии, под потолком размещены информационные видеомониторы, а над дверями впервые в киевском метрополитене установлены светодиодные маршрутные панель для визуального станционного информирования пассажиров в салоне вагонов, которая изготавливается под конкретную линию и у которой светодиоды расположены на линейной схеме и нал каждым из них приведено текстовое название станции.
В июле 2020 года поезд поступил в депо ТЧ-2 «Оболонь» для проведения испытаний и обкатки, а в регулярную эксплуатацию с пассажирами на Оболонско-Теремковской линии он был введён спустя более полугода с 19 февраля 2021 года.

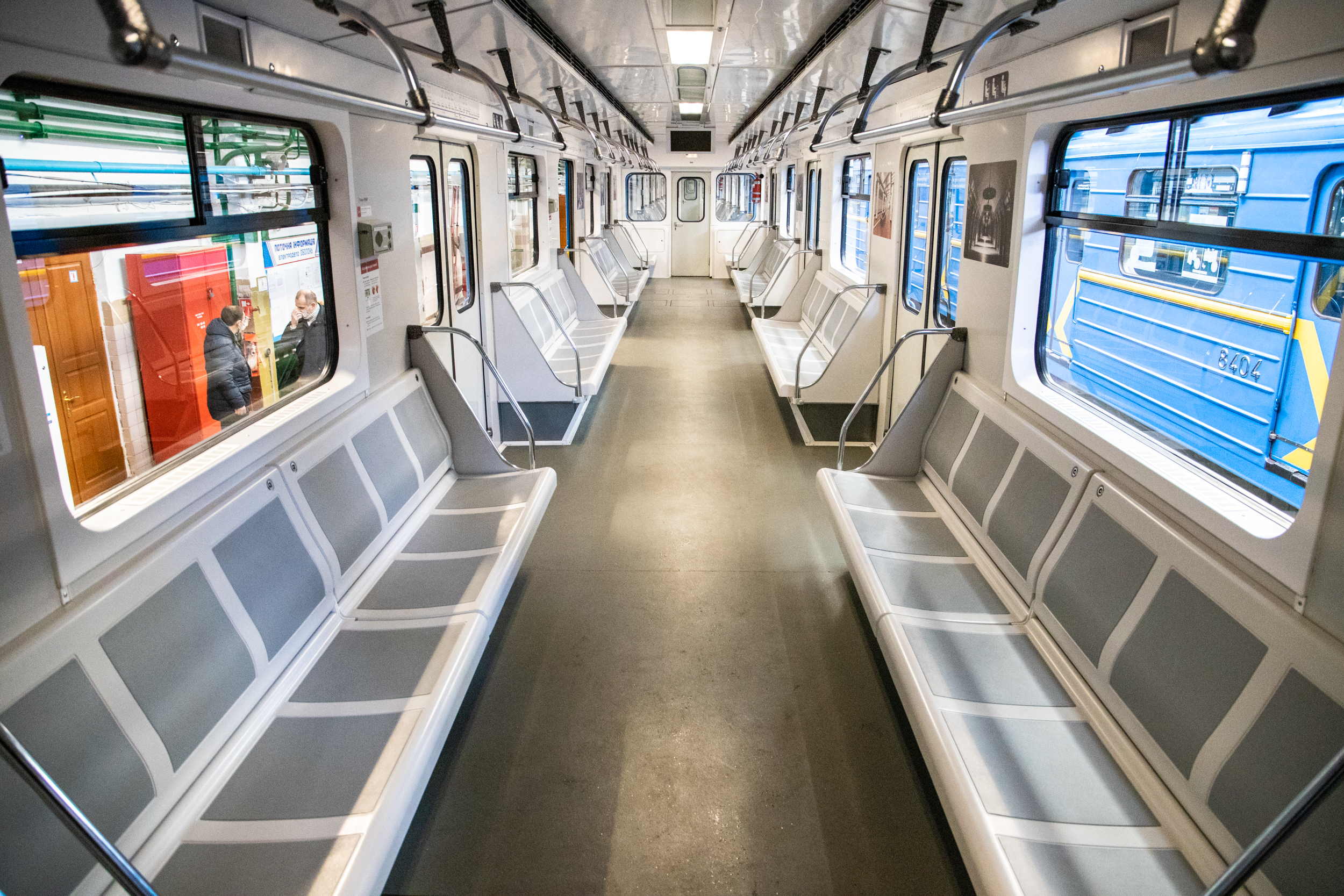
Салон поезда, общий вид
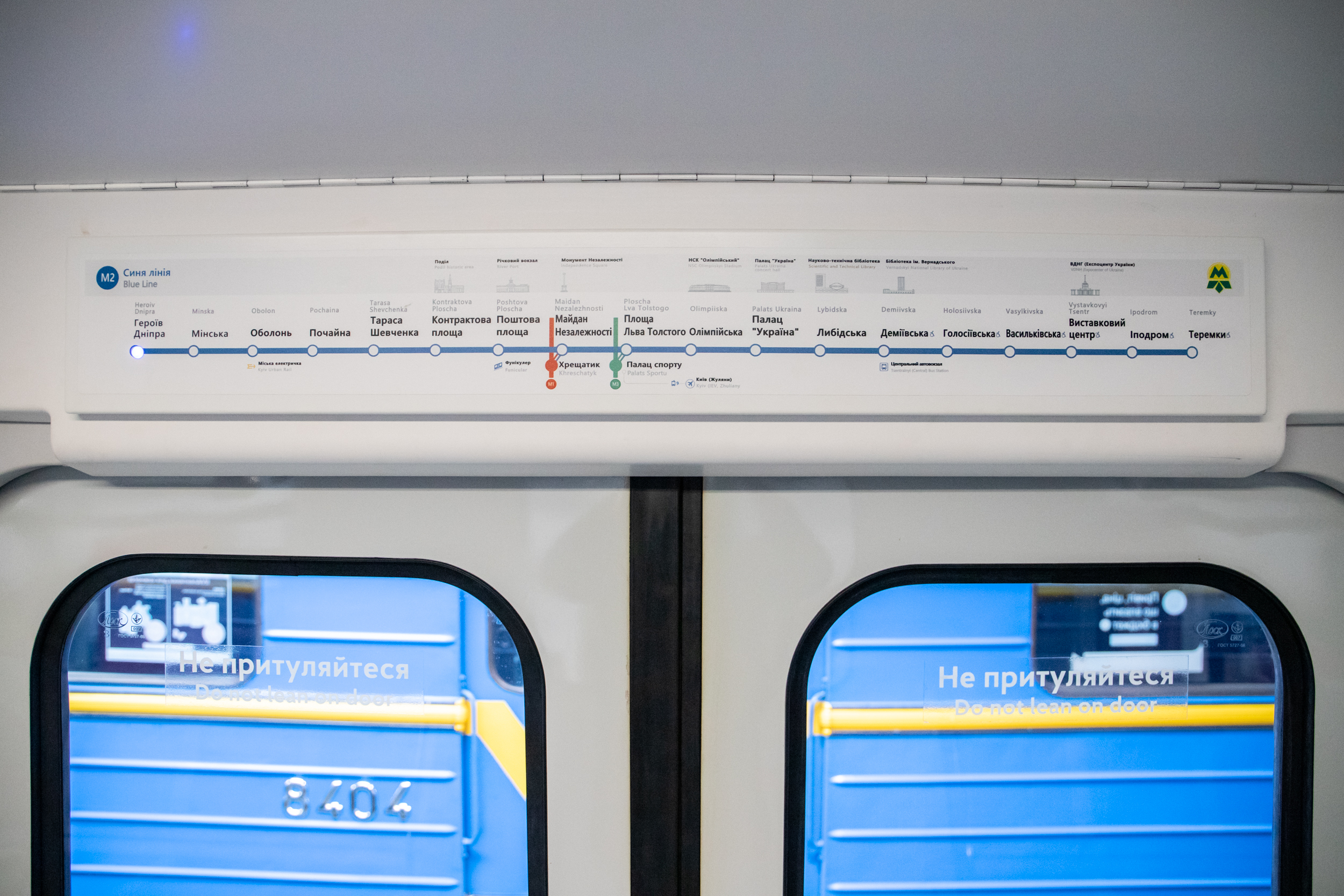
Наддверная маршрутная панель
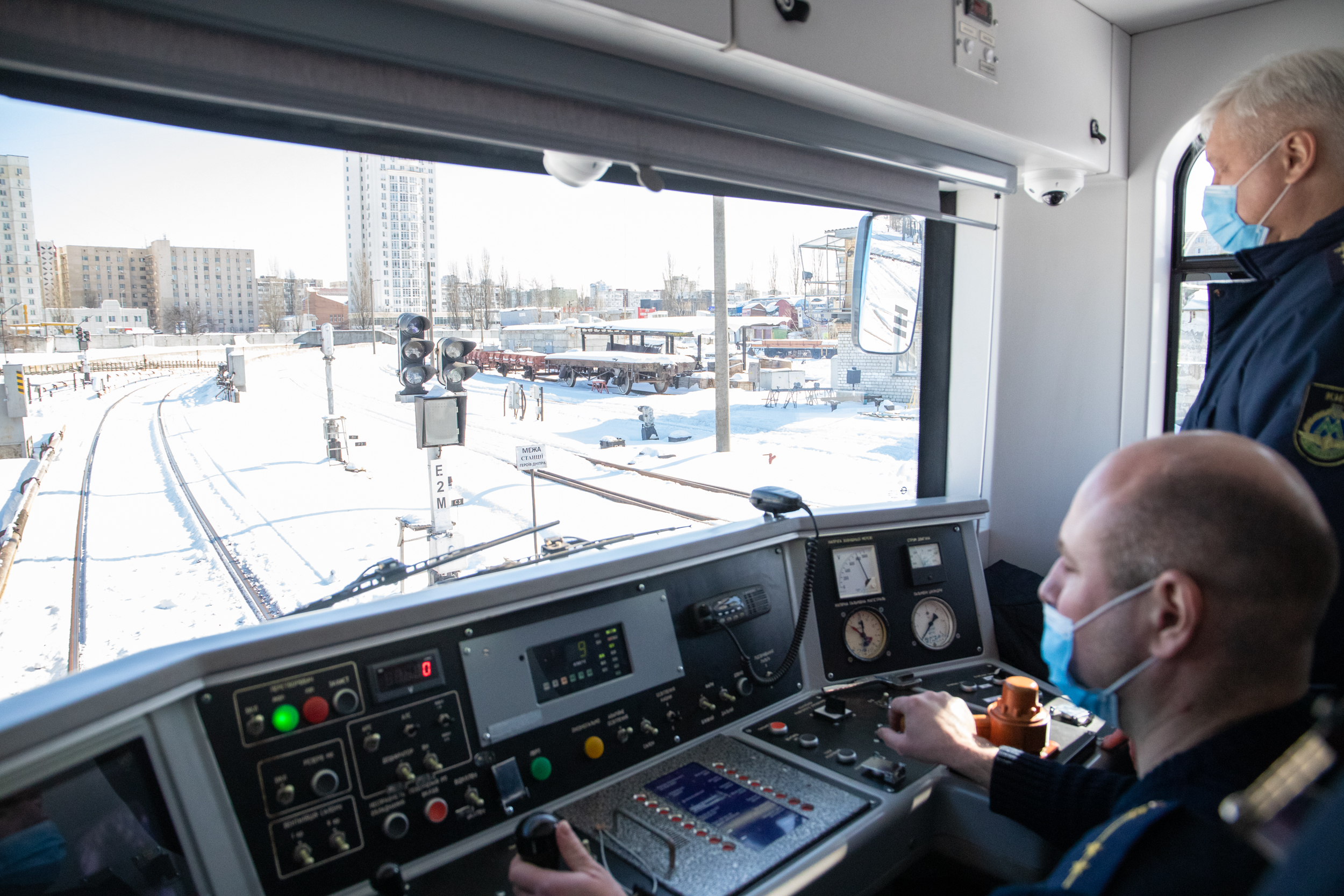
Кабина машиниста, вид на пульт управления

### Современное состояние парка вагонов

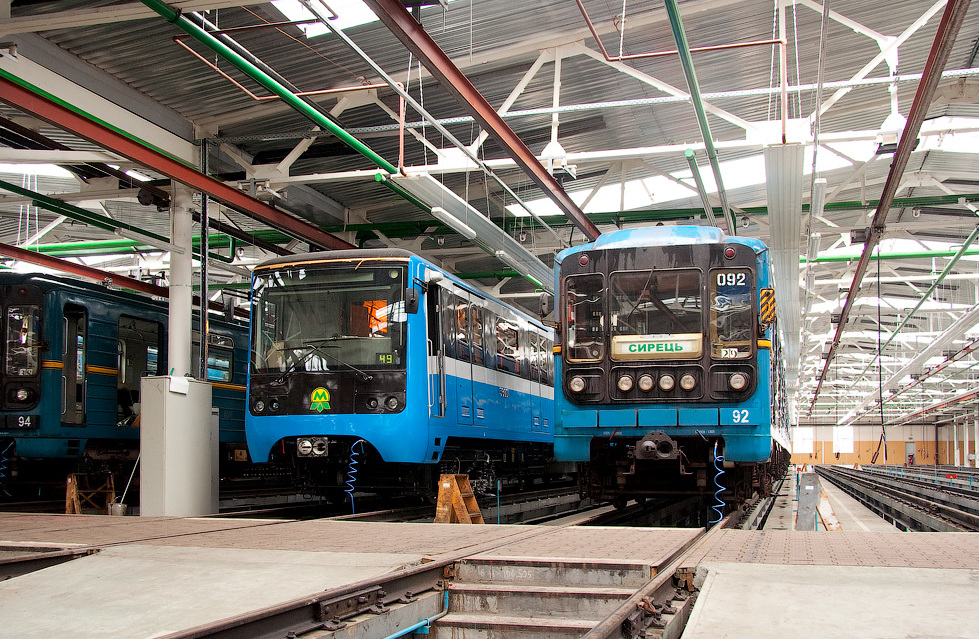
Электропоезда 81-7036/7037 и 81-717/714 в ТЧ-3 «Харьковское»

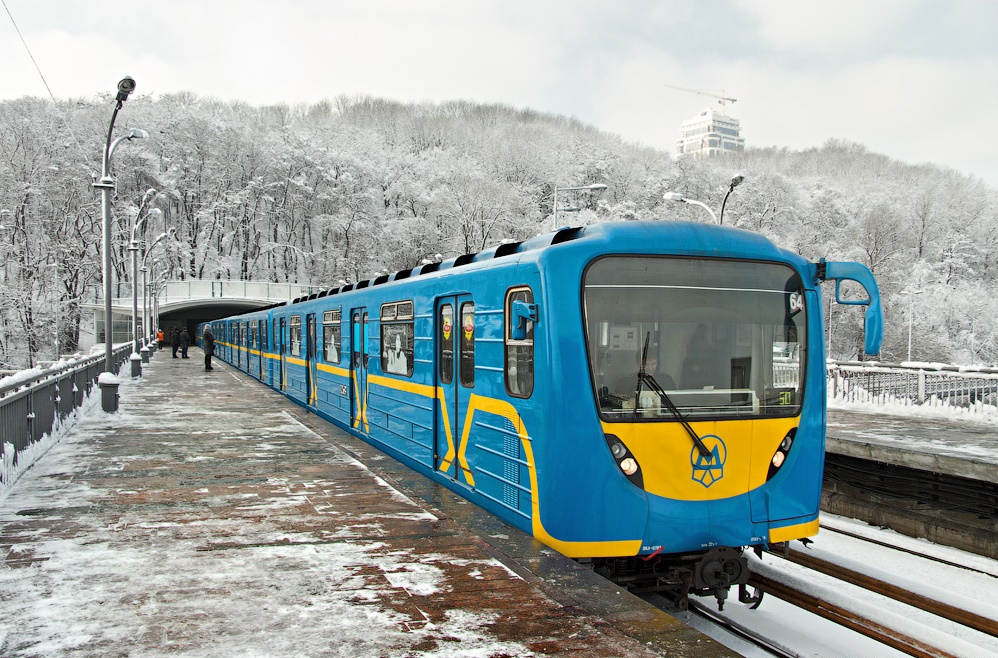
81-540.2/541.2

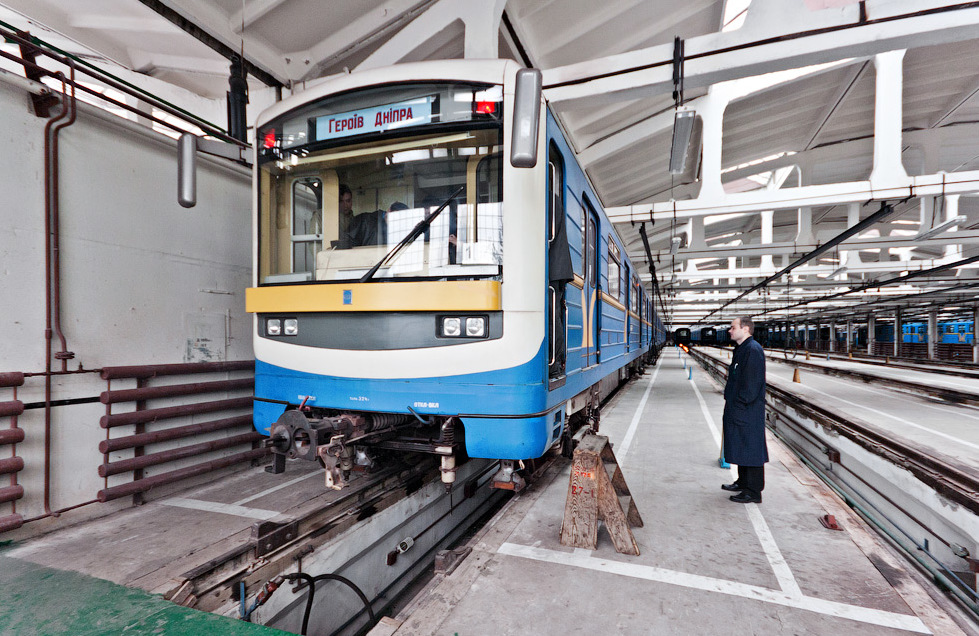
Славутич

По состоянию на конец 2010 года в Киевском метрополитене эксплуатировалось 774 вагона. Их количество распределено по линиям таким образом:
- Святошинско-Броварская — 288
- Оболонско-Теремковская — 222
- Сырецко-Печерская — 242

На Сырецко-Печерской и Оболонско-Теремковской линиях работают составы из вагонов типов 81-540.2К/541.2К (прозваны «пришельцами» за характерную обтекаемую форму кабины). В 2013 году также началась закупка вагонов типов 81-540.3К/541.3К, оборудованных системой принудительной вентиляции. Тогда же она закончилась из-за банкротства завода.

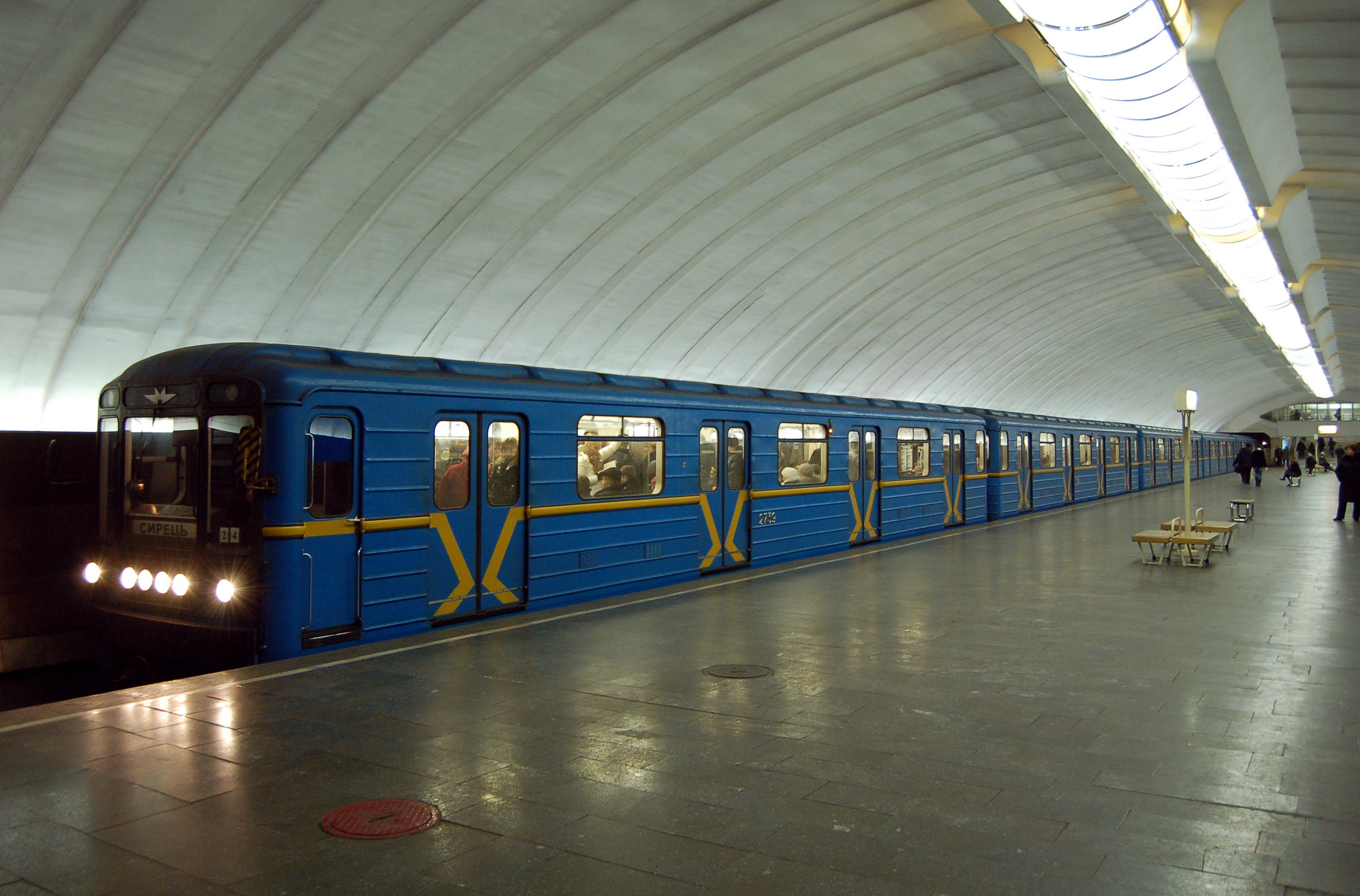
Электропоезд типа 81-717/714 на станции Осокорки
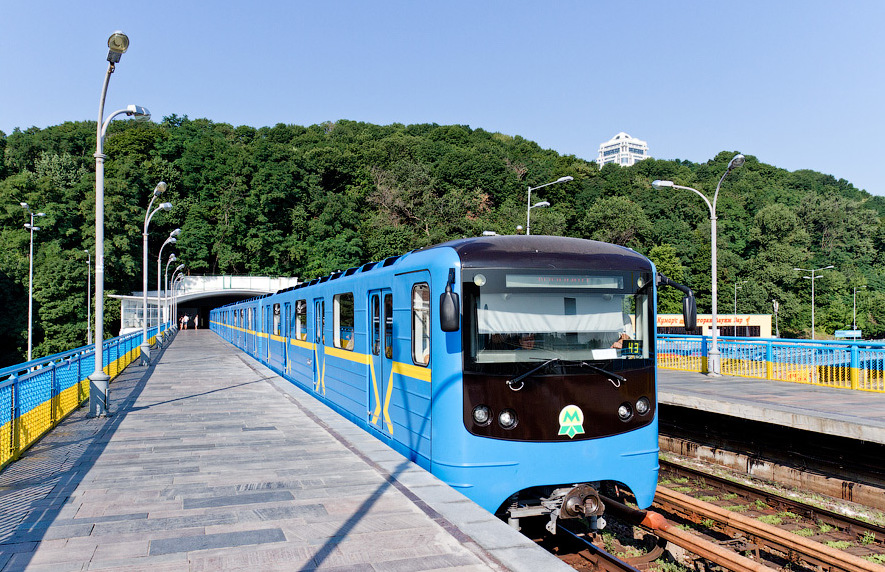
Электропоезд типа Е-КМ на станции Днепр
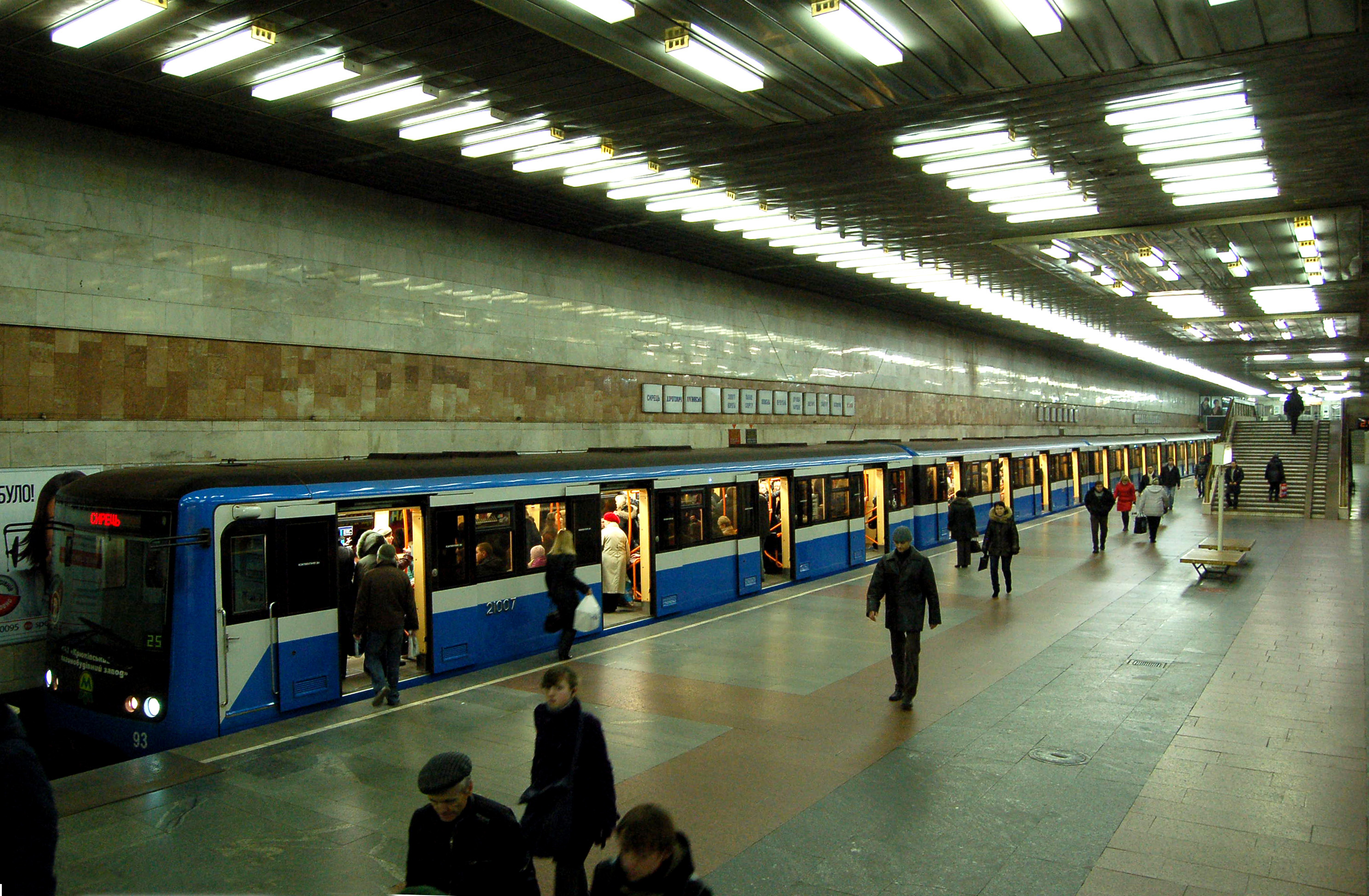
Электропоезд типа 81-7021/7022 на станции Позняки

### Технические особенности пассажирского подвижного состава
Электропоезда «Е-КМ», эксплуатирующиеся в Киевском метрополитене на Святошинско-Броварской линии с припиской к электродепо ТЧ-1 «Дарница», будучи с безмоторными головными вагонами, отличаются этим от всех остальных вагонов метрополитена, когда-либо изготавливавшихся и изготовленных на Мытищинском машиностроительном заводе и, позже, Метровагонмаше, а также ЗАО «Вагонмаш» и ООО «Вагонмаш» и КВСЗ (с нуля — 81-7021/7022 и 81-7036/7037), оснащённых реостатно-контакторной и тири́сторно-и́мпульсной системами управления, а также асинхронными тяговыми электродвигателями.

## Специальный подвижной состав
Помимо пассажирского, в Киевском метрополитене имеется специальный подвижной состав:
- Два контактно-аккумуляторных электровозв на базе вагонов типов «Д» и «Еж3».
- Вагон-путеизмеритель на базе вагона типа «Д».
- Вагон-лаборатория на базе вагона типа «Еж».
- Мотовозы АГМу, АЛг, ДМм, МГМ1.
- Выправочная подбивочно-рихтовочная машина ВПРС-500.
- Снегоочистители на базе автомобиля ЗИЛ-157.
- Подъёмные краны на базе автомобиля МАЗ.
- Тоннелемоечные машины.
- Грузовой вагон на базе вагона типа «Е».

В электродепо ТЧ-3 «Харьковское» также имеется вагон-музей (тип «Д»), находившийся в составе пробного поезда 22 октября 1960 года.

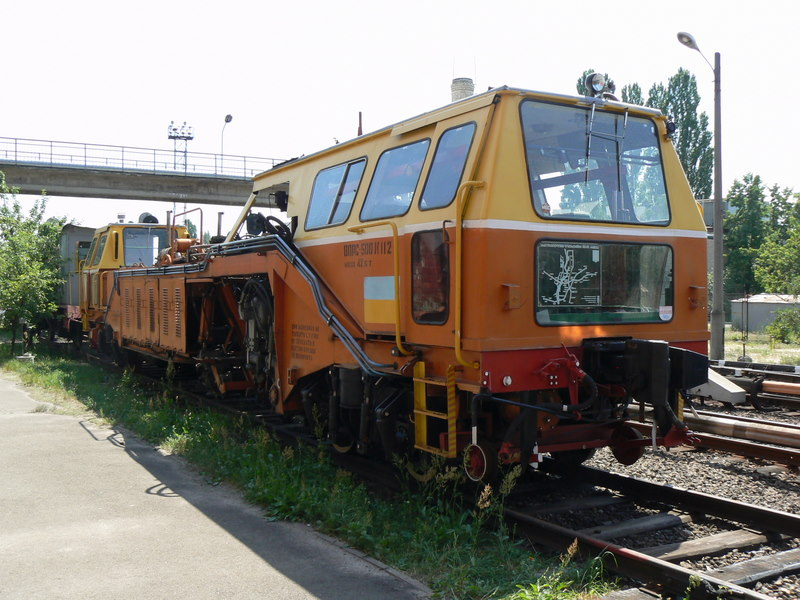
Выправочно-подбивочно-рихтовочная машина ВПРС-500 на территории депо Дарница
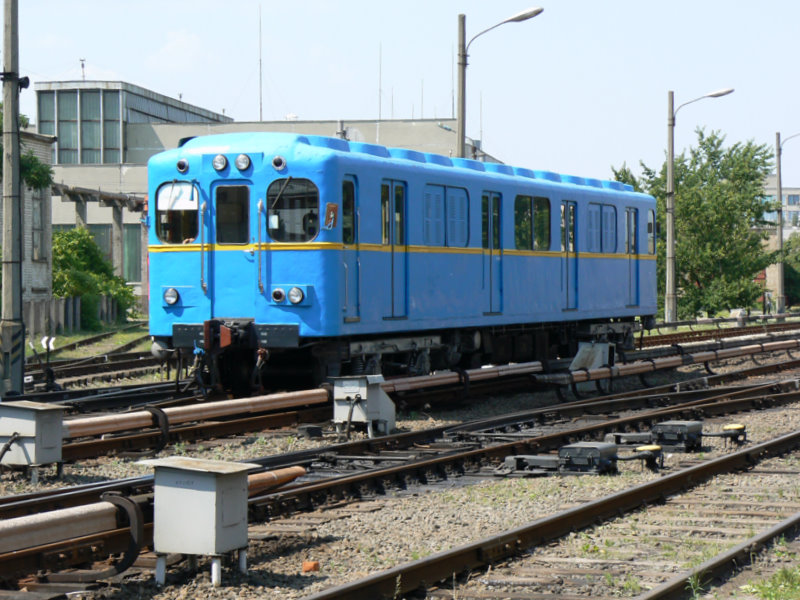
Контактно-аккумуляторный электровоз типа «Д» № 828 на территории депо Дарница
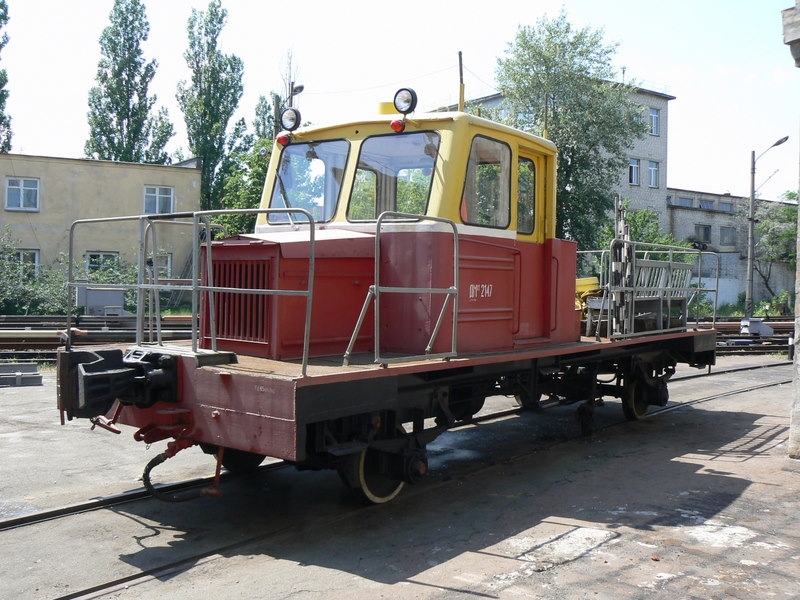
Мотовоз ДМм-2147

## Будущие закупки подвижного состава
Планировалась закупка поездов со сквозным (свободным, межвагонным) проходом. 4 августа Крюковским вагоностроительным заводом был представлен первый эскиз поезда. Помимо Киевского метрополитена также планируются поставки его в Харьковский метрополитен. Поезд будет оснащён асинхронным тяговым приводом. Закупка для Киевского метрополитена позже была отменена, Крюковский вагоностроительный завод оспаривает это решение.

## Акции поддержки в период вторжения России на Украину (включая именные поезда)
10 марта 2023 года на Святошинско-Броварской линии был запущен арт-поезд из вагонов Е-КМ (81-7080/7081), посвященный поддержке Украины во время российского вторжения.
29 апреля 2023 года из Варшавского метрополитена в электродепо ТЧ-1 «Дарница» прибыл состав из вагонов 81-717.3/573 № 013—417—418—426—427—014. 13 июня 2023 года было доставлено ещё шесть вагонов, пять из которых вышли на Сырецко-Печерскую линию 1 ноября 2023 года с припиской к электродепо ТЧ-3 «Харьковское».